# Fort Heppens
 (novembre 2019).
Si vous disposez d'ouvrages ou d'articles de référence ou si vous connaissez des sites web de qualité traitant du thème abordé ici, merci de compléter l'article en donnant les références utiles à sa vérifiabilité et en les liant à la section « Notes et références ».

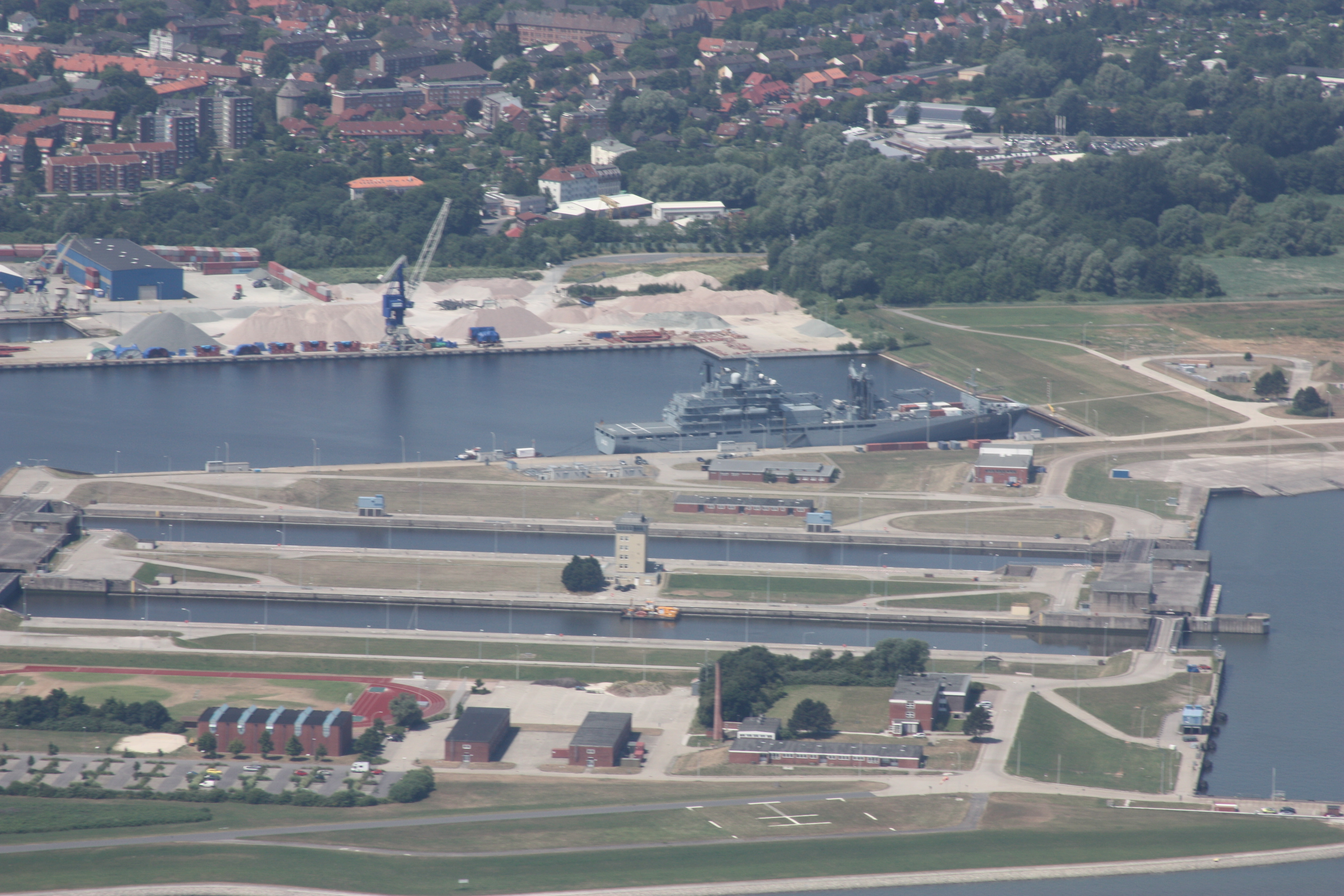
Écluse fleuve-mer Wilhelmshaven, l’ancien site du Fort Heppen.

Le Fort Heppens était un ouvrage défensif de l’estuaire de la Jade un élément de la fortification de Wilhelmshaven (ensemble de fort défendant la baie). De l’autre côté de l'estuaire de la Jade, la batterie de Großwürder avait une taille et fonction similaire. 

## Histoire

### Une première construction française
Alors que cette partie de l'Allemagne était la France , La batterie Heppenser a été construite en 1811, selon la tour standard 1811 (Napoléon), afin de défendre les frontières de l'empire surtout contre l'Empire Britannique, plus que la Prusse.   
Elle était appelé par les habitants de la région « Franzosen-Schanze » soit le fort français. Elle était équipée de 17 cannons pointant sur les champs alentour du Dauerferder Groden (une rue de Bremerhaven en porte le nom).   
À la fin du premier empire les Français ont démantelé la fortification en 1813.   
La batterie couvrait l'estuaire de la Jade avec les batteries situées de l'autre côté du jade à Eckwarden et sur la prairie de d'Oberahnschen. L'installation était située sur un prolongement de la digue et étant conçue pour être autonome ne disposait d'aucun autre bâtiment ni d'aucune défense à proximité immédiate. 
À la suite de l'invasion de la Belgique lors de la Première Guerre mondiale, l'artillerie du fort est transférée au fort dit « Napoléon » d'Ostende. 

### Construction du fort
En 1854 la batterie de Heppenser à la suite du traité de Jade, alors au Jade d'Oldenburg devient  propriété  du royaume de Prusse. Après la guerre franco-prussienne de 1870/71, le Fort Heppens fut achevé en tant que batterie côtière et protégeait le coté Est de Wilhelmshaven.  
Les travaux de construction furent achevés en 1875. Le fort était utilisé pour former des soldats marins. Un tir était fait une fois par an, suscitant l’intérêt des habitants des environs.   
Pour la construction de la quatrième allée le Fort Heppens a été modifié.  La rue Fortifikationsstraße a rejoint le Fort Rüstersiel des progrès Heppens, la rue a été créée sur le chemin New Groder et équipé d'un train de munitions. La route de fortification a été renommée après la Seconde Guerre mondiale sur le tracé sud des rues Freiligrathstraße et Rüstersieler .